# Delay Tolerant Networking
Delay Tolerant Networking, DTN (engelska för "fördröjningstolerant nätverk") är ett tankesätt inom nätverksarkitektur som försöker lösa de tekniska problem som uppstår i extrema miljöer och situationer där man saknar möjligheter till konventionella nätverk. DTN är ett asynkront nätverk där informationen skickas i "bundles" (sv. paket) där ett bundle är en fristående informationsbärare som skickas i stafett mellan noderna i nätverket. DTN kan köras på flera olika transportlager och tekniker, till exempel routingprotokollet PRoPHET.

## Relaterad forskning
Några forskningsprojekt som arbetar med DTN:
- The Delay Tolerant Networking Research Group
- Technology and Infrastructure for Developing Regions-projektet vid UC Berkeley
- DieselNet, forskningsprojekt vid University of Massachusetts, Amherst
- Interplanetary Internet Special Interest Group
- Sámi Network Connectivity-projektet